# Cacomantis castaneiventris
Il cuculo pettocastano o cuculo ventrecastano (Cacomantis castaneiventris Gould, 1867) è un uccello della famiglia Cuculidae.

## Sistematica
Cacomantis castaneiventris ha tre sottospecie:
- Cacomantis castaneiventris arfakianus
- Cacomantis castaneiventris weiskei
- Cacomantis castaneiventris castaneiventris

## Distribuzione e habitat
Questo uccello vive in Australia, Indonesia e Papua Nuova Guinea.